# Zygmunt Wójcik (ratownik górski)
Zygmunt Wójcik (ur. 12 listopada 1914 r. w Zakopanem, zm. 18 kwietnia 1972 r. tamże) – polski ratownik górski, przewodnik i działacz turystyczny oraz taternik.
Zygmunt Wójcik wspinał się od 1937 roku. Wytyczył wiele nowych dróg oraz wariantów wspinaczkowych w rejonie Hali Gąsienicowej. W latach II wojny światowej był pracownikiem schroniska „Murowaniec”. Po zakończeniu wojny, w 1945 roku został członkiem Tatrzańskiego Ochotniczego Pogotowia Ratunkowego. Był współorganizatorem kursów ratownictwa górskiego poza Tatrami: w Szczyrku, Krynicy-Zdroju oraz Jeleniej Górze. Po włączeniu pogotowia w struktury GOPR dwukrotnie kierował Grupą Tatrzańską GOPR: w latach 1953-1960 oraz 1963-1966.

W dniu 16 kwietnia 1963 roku Zygmunt Wójcik był uczestnikiem pierwszej w historii polskiego ratownictwa górskiego udanej akcji z użyciem śmigłowca. Znalazł się on na pokładzie pilotowanej przez Tadeusza Augustyniaka maszyny typu Mi-1, która zabrała rannego turystę z Doliny Pięciu Stawów Polskich.

Był również członkiem Polskiego Towarzystwa Tatrzańskiego, a następnie PTTK. W latach 1948–1950 kierował zakopiańskim biurem PTT. Od 1950 roku posiadał uprawnienia przewodnika tatrzańskiego. W latach 1963–1966 należał do zarządu Koła Przewodników Tatrzańskich w Zakopanem. Należał również do Klubu Wysokogórskiego oraz był instruktorem taternictwa. Został pochowany na Nowym Cmentarzu przy ul. Nowotarskiej w Zakopanem (kw. N4-A-17).

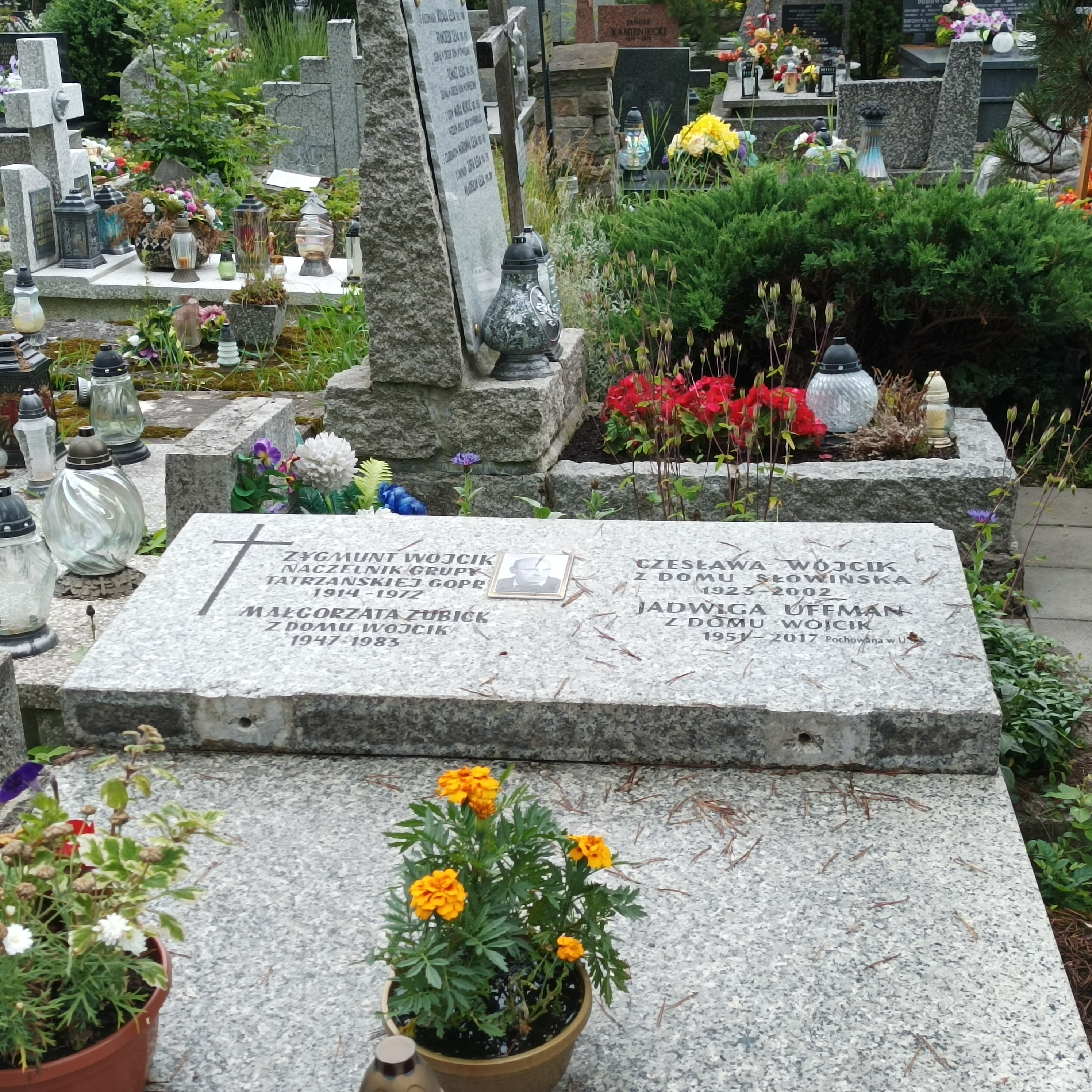
Grób Zygmunta Wójcika na Nowym Cmentarzu w Zakopanem